# Яблонна (гмина, Люблинский повет)
Яблонна (пол. Jabłonna) — сельская гмина (волость) в Польше, входит как административная единица в Люблинский повет, Люблинское воеводство. Население — 7595 человек (на 2008 год).

## Сельские округа
1. Верцишув
2. Вольница
3. Пётркув-Други
4. Пётркув-Колёня
5. Пётркув-Первши
6. Скшинице
7. Скшинице-Колёня
8. Скшинице-Первше
9. Тушув
10. Хмель-Други
11. Хмель-Колёня
12. Хмель-Первши
13. Чернеюв
14. Чернеюв-Колёня
15. Яблонна
16. Яблонна-Друга
17. Яблонна-Майёнтек

## Соседние гмины
1. Гмина Быхава
2. Гмина Глуск
3. Гмина Кшчонув
4. Гмина Пяски
5. Гмина Стшижевице